# Brøndbyøster Sogn
Brøndbyøster Sogn er et sogn i Glostrup Provsti (Helsingør Stift).
Siden 1583 var Brøndbyøster Sogn anneks til Brøndbyvester Sogn. Brøndbyøster havde altså ikke egen præst, men blev betjent af præsten i Brøndbyvester. Begge sogne hørte til Smørum Herred i Københavns Amt. Brøndbyvester-Brøndbyøster sognekommune skiftede i 1955 navn til Brøndbyøster-Brøndbyvester, da Brøndbyøster fik præsten og der blev byttet om på hovedsogn og anneks.
Kommunenavnet Brøndbyerne vandt frem, men Indenrigsministeriet akcepterede ikke flertalsnavne, så den storkommune, der blev dannet ved kommunalreformen i 1970, kom til at hedde Brøndby Kommune. Den blev ved strukturreformen i 2007 ikke lagt sammen med andre.
I Brøndbyøster Sogn ligger Brøndbyøster Kirke, der er bygget i sidste halvdel af 1100-tallet. I 1972 blev Nygårdskirken kirkedistrikt med eget menighedsråd dannet i den nordlige ende af Brøndbyøster Sogn. I 1972 fik kirkedistriktet eget menighedsråd, og i 1979 blev det udskilt som det selvstændige Nygårds Sogn.
I sognet findes følgende autoriserede stednavn:
- Brøndbyøster (bebyggelse, ejerlav)

## Avedøre
I 1892 blev sognets folketal fordoblet, fordi Avedøre by blev overført fra Glostrup Sogn til Brøndbyøster Sogn. I 1965 blev det selvstændige Avedøre Sogn udskilt fra Brøndbyøster Sogn, og i 1967 blev Avedøre Kirke indviet. I 1974 blev Avedøre Sogn flyttet fra Glostrup Kommune til Hvidovre Kommune. 